# Segunda Batalha de Carcóvia
A Segunda Batalha de Carcóvia foi uma batalha durante a Segunda Guerra Mundial. Foi uma contra-ofensiva das forças do eixo na região de Carcóvia contra o Exército Vermelho, (União Soviética), na Segunda Guerra Mundial. O objectivo do eixo era o se eliminar a ofensiva lançada pelos soviéticos naquela região, objectivo esse que foi cumprido. No da 12 de Maio de 1942, as forças soviéticas sob o comando do Marechal Semyon Timoshenko lançaram uma ofensiva contra o 6º Exército alemão. Depois de sinais promissores, a ofensiva foi parada pelos contra-ataques alemães. Erros críticos de vários militares de alta patente e de Joseph Stalin, que não souberam medir a força do 6º Exército, levaram a um ataque em pinça alemão que cortou as forças soviéticas em avanço do resto da frente. O contra-ataque alemão causou cerca de 300 mil baixas soviéticas, tendo os alemães e os seus aliados perdido apenas 20 mil.